# Gina Stile
Gina Lynn Tagliante, nota come Gina Stile (Massapequa, 19 gennaio 1965), è una chitarrista statunitense, che ha militato nella rock band tutta al femminile delle Vixen.

## Biografia
Gina intraprende molto presto la carriera musicale, formando la prima band con la sorella all'età di 13 anni. Nel 1984 entra nelle Poison Dollys e apre alcuni concerti per gli Aerosmith. Nel 1986 si ricongiunge alla sorella nella band Envy. Il gruppo firma un contratto con la Atlantic Records, ma nonostante la collaborazione di Dee Snider dei Twisted Sister, non ottiene il successo sperato.
Nel 1997 si unisce brevemente alle riformate Vixen prendendo il posto della chitarrista Jan Kuehnemund nell'album Tangerine.  Gina rientra nella band in seguito alla prematura scomparsa di Jan Kuehnemund nel 2013. Ha lasciato la band nel marzo 2017, per essere succeduta a Brittany "Britt Lightning" Denaro, e si è ritirata tranquillamente pochi anni dopo.

## Discografia
- Poison Dollys – Poison Dollys (1985)[1]
- Envy – Ain't It a Sin (1987)[1]
- Vixen – Tangerine (1998)[1]